# Tambellup
Tambellup est une ville d'Australie en Australie-Occidentale, dans le comté de Broomehill-Tambellup, à 190 km au sud-est de Perth.